# 東信運転免許センター
東信運転免許センター（とうしんうんてんめんきょセンター）は、長野県佐久市協和にある長野県警察が管理する運転免許試験場である。

## 概要
東北信運転免許センターから分離する形で、2012年に旧望月警察署に設置された。
長野県の自動車運転免許に関連する業務は当センターをはじめ、長野市の北信運転免許センター、塩尻市の中南信運転免許センターの3箇所で実施している。

## 交通
- 千曲バス中仙道線 「東信運転免許センター前」下車 徒歩約2分

## 所在地
長野県久市協和131-1